# Coltra
Die Coltra war ein italienisches Flächen- und Feldmaß in Pescia und Umgebung.
- 1 Coltra = 4 Quartieri = 12.000 Quadratellen = 38.654 Quadratfuß = 1075 Quadratklafter (Wiener)

Als Aussaatmaß galt in der Toskana für die Coltra und Weizen:
- 1 Coltra = 3/5 Sacco[1]

Andere Getreidearten hatten abweichende Mengen.